# John Archer Lejeune
John Archer Lejeune, né le 10 janvier 1867 à la Old Hickory Plantation (paroisse de la Pointe Coupée ou Pointe Coupee Parish en anglais) en Louisiane et mort le 20 novembre 1942 à Baltimore (Maryland) est un lieutenant général du Corps des Marines des États-Unis et le 13e commandant du Corps des Marines.

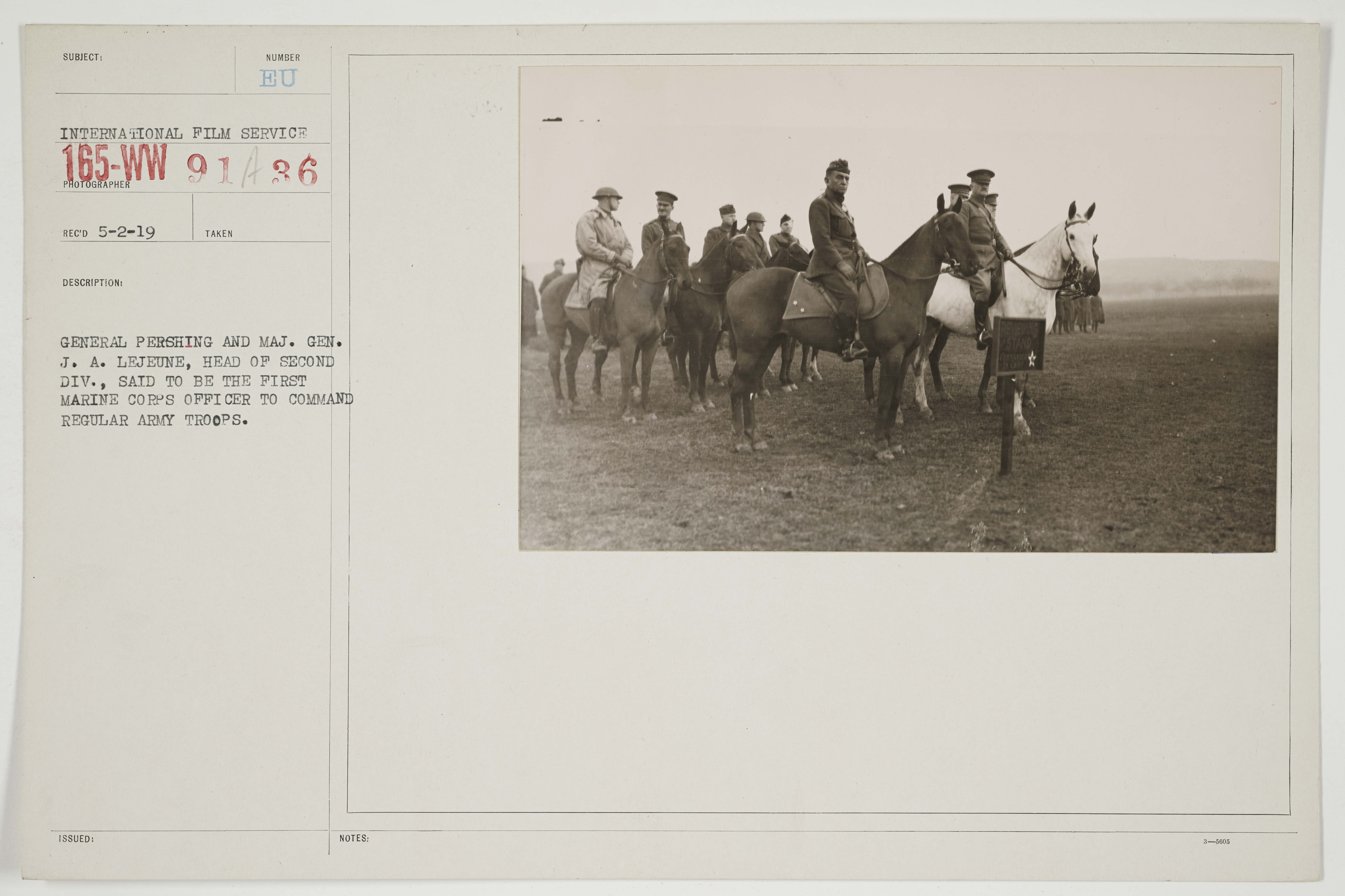
Lejeune et Pershing devant la 2e division d'infanterie (États-Unis) en février 1919.

Il a pris part au corps expéditionnaire américain envoyé en France en 1917 durant la Première guerre mondiale.
Le Camp Lejeune, camp de base du Corps des Marines situé en Caroline du Nord, a été baptisé en son honneur au cours de la Seconde Guerre mondiale.